# 카나시

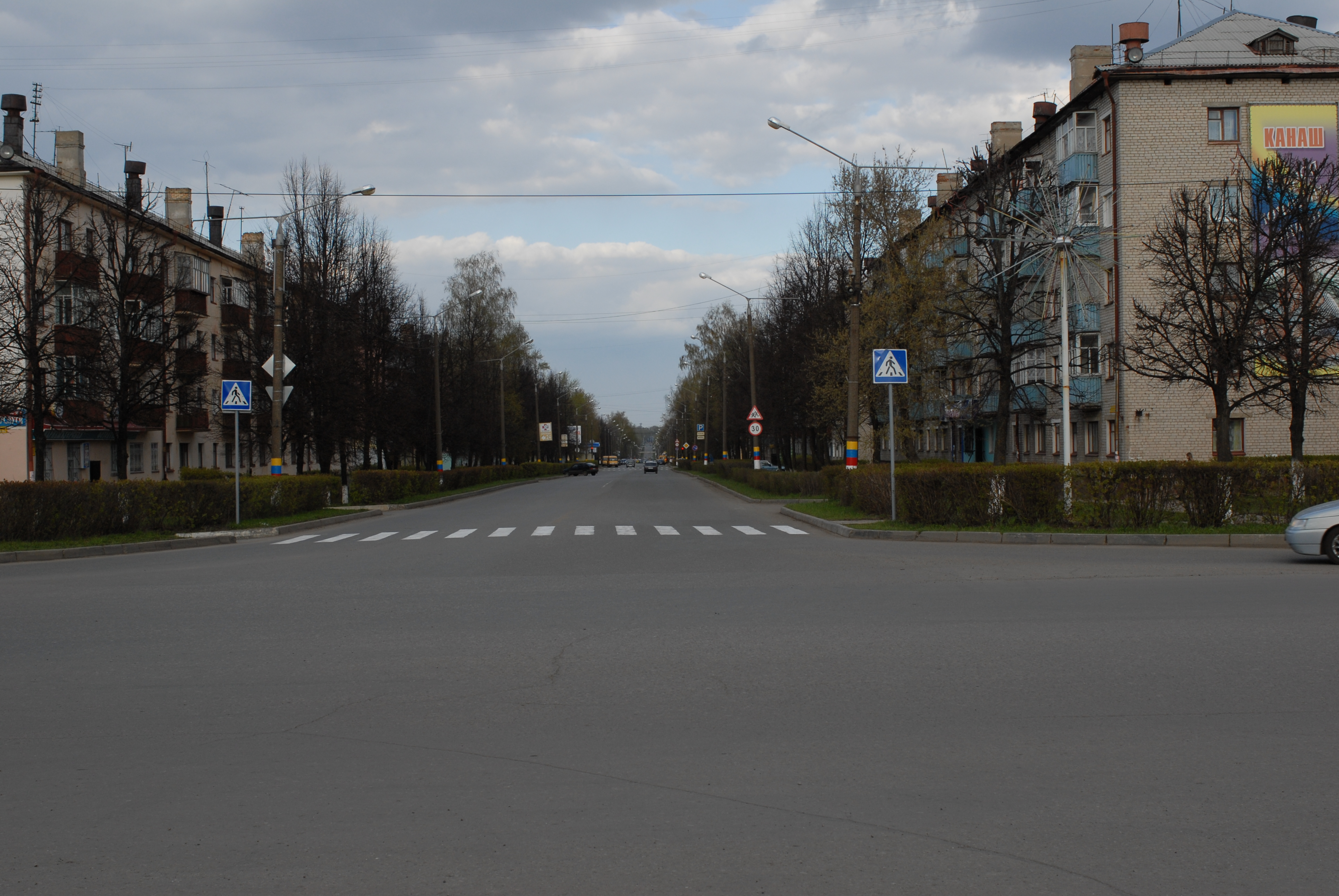

카나시(러시아어: Кана́ш, 추바시어: Канаш)는 러시아 추바시 공화국에 있는 도시이다. 체복사리에서 76 km떨어져 있다.
카나시는 1891년에 세워졌다. 1891년과 1925년 사이에는 시흐라니(Шихраный)로 불렸다. 2002년 인구는 50,593명이고, 면적은 18.5 km2이다.